# Denise Kelly
Pour les articles homonymes, voir Kelly.
Denise Kelly, née le 25 novembre 1967, est une coureuse cycliste et directrice sportive canadienne.

## Biographie
Denise Kelly est l'entraîneur de cyclisme sur route féminin du Canada entre 2009 et 2017, elle a emmené l'équipe à deux Jeux olympiques, ceux de Londres 2012 et de Rio 2016,.
En 1990, en portant les couleurs du Canada, elle fait partie de la première équipe féminine à participer au Tour de l'Abitibi aux côtés de Alison Sydor, Maria Hawkins,  Sara Neil, Jill Smith et Kelly-Ann Way.

## Palmarès sur route
- 1986
  - 3e du championnat du Canada sur route
- 1987
  - 51e de la course en ligne des championnats du monde sur route
- 1988
  - 6e du contre-la-montre par équipes des championnats du monde sur route
- 1989
  - 2e du Tour de Bretagne féminin
  - 22e de la course en ligne des championnats du monde sur route
- 1990
  - 3e du Tour de l'Aude
  - 31e de la course en ligne des championnats du monde sur route
  - 92e au Tour de l'Abitibi
- 1991
  - 2e du championnat du Canada sur route